# Bob Bigelow
Robert S. "Bob" Bigelow (Boston, Massachusetts, 26 de diciembre de 1953-18 de agosto de 2020) fue un jugador de baloncesto estadounidense que jugó 4 temporadas en la NBA. Con 2,00 metros de altura, lo hacía en la posición de escolta.

## Trayectoria deportiva

### Universidad
Jugó durante cuatro temporadas con los Quakers de la Universidad de Pensilvania, en la que promedió 7,6 puntos y 4,9 rebotes por partido. Con él en sus filas ganaron 3 títulos consecutivos de la Ivy League, siendo elegido en la última de ellas en el segundo mejor quinteto de la conferencia.

### Profesional
Fue elegido en la decimotercera posición del Draft de la NBA de 1975 por Kansas City Kings. donde jugó dos temporadas como último hombre del banquillo. Su mejor año fue el segundo, en el que promedió 2,9 puntos en los menos de 6 minutos por partido que pasó en la cancha.
Tras ser despedido nada más comenzar la temporada 1977-78, fichó como agente libre por Boston Celtics, pero tras cuatro partidos disputados, fue nuevamente cortado. Se fue a jugar entonces a la AABA, a los Carolina Lightning, donde jugó 10 partidos antes de que la liga desapareciese, en los que promedió 22,7 puntos por partido.
Regresó a la NBA en la temporada 1978-79, firmando con San Diego Clippers. Allí pudo por fin disfrutar de algún minuto más de juego (casi 15 por partido), pero sin embargo sus estadísticas fueron peores que en su anterior etapa en la liga: 2,9 puntos y 1,6 rebotes por encuentro. Al término de la temporada, decidió retirarse definitivamente.
Bigelow fue incluido en el Salón de la Fama de los 5 Grandes de Filadelfia en 1989.

## Estadísticas de su carrera en la NBA

### Temporada regular
| Temp.   | Edad | Equipo      | Liga | P  | TIT | MIN  | TC  | TCA | %TC   | 3P | 3PA | %3P | TL  | TLA | %TL  | R.OF. | R.DEF. | REB | ASIS | ROB | TAP | PER | FP  | PTS |
| 1975-76 | 22   | Kansas City | NBA  | 31 |     | 5.3  | 0.5 | 1.5 | .340  |    |     |     | 0.8 | 1.1 | .727 | 0.3   | 0.6    | 0.9 | 0.3  | 0.1 | 0.0 |     | 0.6 | 1.8 |
| 1976-77 | 23   | Kansas City | NBA  | 29 |     | 5.6  | 1.2 | 2.4 | .500  |    |     |     | 0.5 | 0.6 | .882 | 0.3   | 0.7    | 0.9 | 0.3  | 0.1 | 0.0 |     | 0.6 | 2.9 |
| 1977-78 | 24   | TOTAL       | NBA  | 5  |     | 4.8  | 0.8 | 2.6 | .308  |    |     |     | 0.0 | 0.0 |      | 0.6   | 1.2    | 1.8 | 0.0  | 0.0 | 0.0 | 0.0 | 0.6 | 1.6 |
| 1977-78 | 24   | Kansas City | NBA  | 1  |     | 7.0  | 1.0 | 1.0 | 1.000 |    |     |     | 0.0 | 0.0 |      | 2.0   | 3.0    | 5.0 | 0.0  | 0.0 | 0.0 | 0.0 | 2.0 | 2.0 |
| 1977-78 | 24   | Boston      | NBA  | 4  |     | 4.3  | 0.8 | 3.0 | .250  |    |     |     | 0.0 | 0.0 |      | 0.3   | 0.8    | 1.0 | 0.0  | 0.0 | 0.0 | 0.0 | 0.3 | 1.5 |
| 1978-79 | 25   | San Diego   | NBA  | 29 |     | 14.2 | 1.2 | 3.1 | .400  |    |     |     | 0.4 | 0.7 | .619 | 0.5   | 1.1    | 1.6 | 0.9  | 0.4 | 0.1 | 0.6 | 1.3 | 2.9 |
| Total   |      |             | NBA  | 94 |     | 8.1  | 1.0 | 2.3 | .414  |    |     |     | 0.6 | 0.8 | .732 | 0.4   | 0.8    | 1.2 | 0.4  | 0.2 | 0.0 | 0.5 | 0.8 | 2.5 |

## Vida posterior
Tras retirarse, dedicó su tiempo a investigar acerca del deporte en la juventud y sus efectos. Desde 1993 ha dado más de 2500 conferencias y clinics por todo el país. Está considerado como uno de los educadores deportivos más influyentes.
En 2001 publicó el libro "Just Let The Kids Play" (Deja jugar a los niños) y en 2016 "Youth Sports: Still Failing Our Kids and How to Really Fix It" (Deportes juveniles: Aún fallando a nuestros hijos y cómo solucionarlo realmente).
Falleció el 18 de agosto de 2020.